# HFC EDO in het seizoen 1967/68
Het seizoen 1967/1968 was het 14e jaar in het bestaan van de Haarlemse betaaldvoetbalclub EDO. De club kwam uit in de Tweede divisie en eindigde daarin op de achtste plaats. Tevens deed de club mee aan het toernooi om de KNVB beker, hierin werd de club in de groepsfase uitgeschakeld.

## Wedstrijdstatistieken

### Tweede divisie
|       | AGOVV | Baronie | SC Drente | Excelsior | Fortuna | Gooiland | De Graafschap | Heerenveen | Helmond Sport | Hermes DVS | Hilversum | Limburgia | NOAD  | PEC   | Roda JC | Veendam | Wageningen | ZFC   | Zwolsche Boys |
| ----- | ----- | ------- | --------- | --------- | ------- | -------- | ------------- | ---------- | ------------- | ---------- | --------- | --------- | ----- | ----- | ------- | ------- | ---------- | ----- | ------------- |
| Thuis | 1 – 1 | 2 – 1   | 3 – 2     | 1 – 3     | 0 – 3   | 1 – 0    | 0 – 1         | 1 – 0      | 1 – 1         | 1 – 0      | 3 – 0     | 2 – 1     | 3 – 2 | 2 – 2 | 0 – 0   | 2 – 3   | 0 – 0      | 0 – 0 | 5 – 0         |
| Uit   | 2 – 1 | 3 – 1   | 2 – 2     | 0 – 0     | 3 – 2   | 0 – 0    | 1 – 2         | 0 – 1      | 1 – 0         | 3 – 3      | 0 – 0     | 2 – 2     | 2 – 1 | 0 – 1 | 1 – 1   | 0 – 0   | 2 – 0      | 1 – 1 | 0 – 0         |

### KNVB beker
| Groepsfase                                        | Haarlem                              | 2 – 2 (0 – 1) | EDO                              |
| 31 december 1967 Plaats: Haarlem Jan Gijzenkade   | Wietze Couperus –' (pen.) Smit 85'   |               | Dries Hendriks 78' Joop Koene    |
| Groepsfase                                        | EDO                                  | 0 – 2 (0 – 1) | Telstar                          |
| 25 februari 1968 Plaats: Haarlem Noordersportpark |                                      |               | 39' Leo van Straaten Tjeerd Kort |
| Groepsfase                                        | EDO                                  | 3 – 2 (2 – 0) | RCH                              |
| 24 maart 1968 Plaats: Haarlem Noordersportpark    | Ferry Kock Dries Hendriks John Burke |               | Dick Meijer Jan Fransz           |

## Statistieken EDO 1967/1968

### Eindstand EDO in de Nederlandse Tweede divisie 1967 / 1968
| Stand | Gespeeld | Gewonnen | Gelijk | Verloren | Punten | Doelpunten voor | Doelpunten tegen |
| ----- | -------- | -------- | ------ | -------- | ------ | --------------- | ---------------- |
| 8e    | 38       | 12       | 16     | 10       | 40     | 46              | 43               |

### Topscorers
| #                | Naam                     | Goal |
| ---------------- | ------------------------ | ---- |
| 1.               | Rob Bosdijk              | 11   |
| 2.               | Joop Koene               | 8    |
| 3.               | Ferry Kock               | 7    |
| 4.               | Dries Hendriks           | 6    |
| 5.               | Dries Mul                | 4    |
| 6.               | Frits van der Putten     | 3    |
| 7.               | John Burke               | 2    |
| 7.               | Theo Nijssen             | 2    |
| 9.               | Cor Koene                | 1    |
| 9.               | Joost van Seggelen       | 1    |
| Eigen doelpunten |                          |      |
| 1.               | Joop Fransen (Excelsior) |      |
| Totaal           | Totaal                   | 46   |

| #      | Naam           | Goal |
| ------ | -------------- | ---- |
| 1.     | Dries Hendriks | 2    |
| 2.     | John Burke     | 1    |
| 2.     | Joop Koene     | 1    |
| 2.     | Ferry Kock     | 1    |
| Totaal | Totaal         | 5    |

## Voetnoten
AGOVV · Baronie · SC Drente · EDO · Excelsior · Fortuna · Gooiland · De Graafschap · Heerenveen · Helmond Sport · Hermes DVS · Hilversum · Limburgia · NOAD · PEC · Roda JC · Veendam · Wageningen · ZFC · Zwolsche Boys